# Grand Theft Auto: The Ballad of Gay Tony
A Grand Theft Auto: The Ballad of Gay Tony (rövidítve GTA TBoGT, tükörfordításban "Meleg Tony balladája") egy 2009-es videójáték, amelyet a Rockstar Games jelentett meg, a Rockstar North-szal együttműködésben. Ez a játék a népszerű Grand Theft Auto IV második spin-offja, a Grand Theft Auto: The Lost and Damned után. Először 2009-ben jelent meg Xbox 360 konzolra, ezt követte 2010-ben a PlayStation 3 és a PC változat.
A játék főszereplője Luis Fernando Lopez, aki a címszereplő karakternek, Anthony Prince-nek (becenevén Gay Tony) a testőre. A játék főgonoszát Ray Bulgarinnak hívják, ő többször is megpróbálja megölni a két főszereplőt a történet során. (Bár a játék kezdetén még pozitív szereplőnek indul, később árulja el a főszereplőket.) Ray szerepel az eredeti GTA IV játékban is, ahol a negyedik főgonosz volt, míg itt a fő gonosztevő szerepét tölti be. Az ellenségek közé tartozik még egy Rocco Pelosi nevű személy is, ő a másodlagos főellenségként szerepel. Rajtuk kívül még a különböző bandákkal is meggyűlik Luis baja, valamint a rendőrség sem nézi jó szemmel főhősünk munkálkodásait (éppúgy, mint a sorozat többi részében).
A TBOGT-nak vannak "crossover" küldetései a sima GTA IV játékkal. Ezt a részt a The Lost and Damned nagy sikere miatt jelentette meg a Rockstar Games. Többségében pozitív kritikákat kapott a játék a kritikusoktól.